# Боршчовочен хребет
Боршчо̀вочният хребет (на руски: Борщовочный хребет) е нископланински хребет в Забайкалието, в източната част на Забайкалски край на Русия. Разположен е покрай десния бряг на река Шилка (лява съставяща на Амур), от река Онон на югозапад до сливането на реките Шилка и Аргун) на североизток, на протежение от около 450 km и ширина до 45 km. На северозапад са простира покрай цялата долина на река Шилка, на юг – до долината на река Унда (десен приток на Онон), на югоизток – до долината на река Газимур (ляв приток на Аргун) и на изток до най-долното течение на Аргун. Максимална височина връх Начински Голец 1498 m, издигащ се в централната му част. Изграден е основно от гранити. Билото му е плоско, слабо разчленено, а склоновете – полегати. От него водят началото си множество малки и къси реки десни притоци на Шилка (Куренга, Удича, Ералга, Джерон, Гала, Берея и др.) и леви притоци на Газимур (Ярамай, Диренская Кактолга, Кута и др.). Долните части на склоновете му са покрити със степна растителност, нагоре следва тайга от лиственица, която по най-високите части се сменя с кедров клек. В югозападната му част, в района на град Балей се разработват златни находища.
Първото научно езследване и чостично топографско картиране на хребета е извършено през 1898 г. от руския геодезист и топограф Александър Герасимов.

## Топографски карти
- N-50-Г, М: 500 000[2]